# 怀希基岛

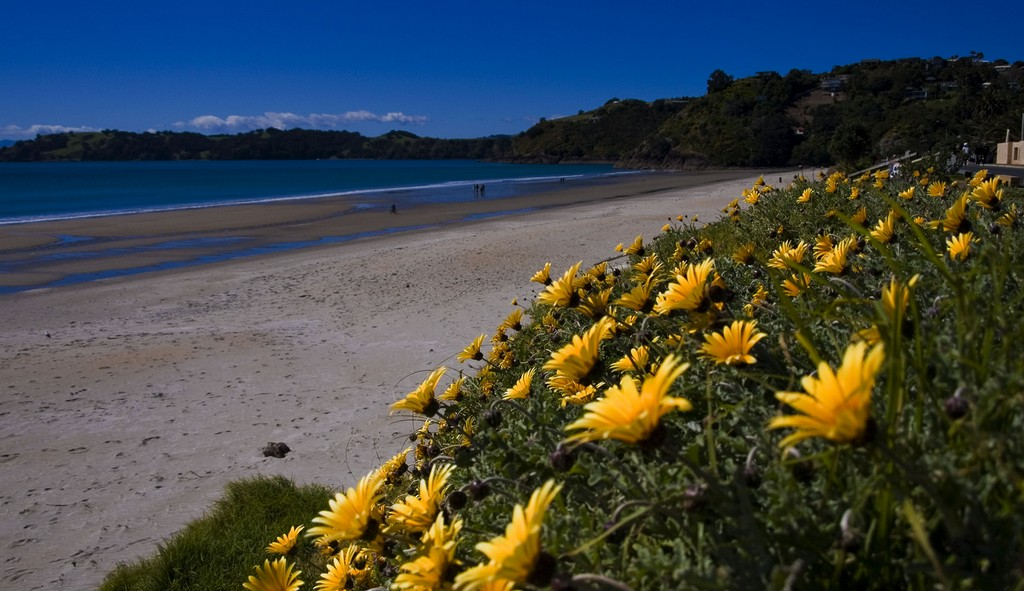
Onetangi Beach

怀希基岛（Waiheke，毛利语发音：ˈwaihɛkɛ；英语发音：/waɪˈhɛkiː/），中文又称激流岛，是新西兰豪拉基湾的一座岛屿，距奥克兰大约17.7 km（11.0 mi）。
该岛是豪拉基湾第二大岛屿，仅次于大巴里尔岛。它是群岛中人口最多的，定居者近8000，外加约3400人将这里当作第二家乡或度假地。它是新西兰人口最密集的岛屿，人口密度为83.58 人/km²。